# Michael Klubertanz
Michael Klubertanz (* 25. November 1968 in Bad Neustadt an der Saale) ist ein deutscher Dirigent und ein preisgekrönter Filmkomponist.

## Leben und Karriere
Klubertanz wuchs in Würzburg auf und besuchte das dortige Matthias-Grünewald-Gymnasium. Im Anschluss absolvierte er von 1988 bis 1992 ein Dirigierstudium an der Hochschule für Musik Würzburg, das er mit dem Kapellmeisterdiplom abschloss. Von 1993 bis 1995 war Klubertanz musikalischer Leiter des Instrumentalvereins im Staatstheater Darmstadt und zwischen 1995 und 2007 Kapellmeister am Theater der Stadt Heidelberg.
Klubertanz war zwischen 2008 und 2020 musikalischer Leiter des Akademischen Kammerorchesters Karlsruhe und seit 2007 Dozent an der Opernschule der Hochschule für Musik und Darstellende Kunst in Stuttgart. Er ist verheiratet und wohnt in Gaiberg.
Seit 1988 kreiert er Musik für historische Stummfilme, deren Aufführungen er auch live an Klavier und Orgel begleitet. Seit 2011 komponiert Klubertanz zudem Filmmusik für Dokumentarfilme, Serien und Spielfilme. Produktionsmusik APM PL DNA Klangidee, "Freie" Alben.
Ehrenamtlich pflegte er das Werk des Komponisten Hermann Zilcher, organisierte Aufführungen, ist Mitautor der Hermann-Zilcher-Homepage und schrieb den Zilcher-Beitrag für das Lexikon Musik in Geschichte und Gegenwart.

## Filmmusik (Auswahl)
- 2013: Postcards from Paris (Dokumentarfilm)
- 2014: Niner
- 2015: Calamity
- 2016: Renegades (TV-Serie)
- 2016: Dying Candle
- 2017: The Radicalization of Jeff Boyd
- 2017: Max Topas – Das Buch der Kristallkinder
- 2017: Mordred
- 2019: Frieda – Coming Home
- 2021: Flensburg Krimi - Der Tote am Strand
- 2022: Tatort: Ein Freund, ein guter Freund
- 2024: Tatort: Man stirbt nur zweimal

## Rezeption
Filmmusikkritiker Mihnea Manduteanu lobt die Komposition zu Max Topas – Das Buch der Kristallkinder als „eine entzückende und ansteckende Fantasy-Partitur. Mit wundersamen Traumfiguren, spektakulären Action-Momenten und verspielten Motiven, die tief in die Geschichte eintauchen lassen, ist Michael Klubertanz' Score eine Offenbarung im Jahr 2017.“